# ISO 5426
ISO 5426 est une norme internationale de l’ISO publiée en 1980 et définissant un codage de caractères pour les langues minoritaires européennes et de caractères latins obsolètes. L’ISO 5426-2, sa seconde partie, a été publiée en 1996.
La norme nationale russe GOST 7.28-2002 de codage de caractères reprend les définitions de l’ISO 5426 et l’ISO 5426-2.
Ces codages sont utilisés comme jeux de caractères graphiques, de niveau G1 et niveau G2 respectivement, modifiant les caractères d’un jeu de base G0, des séquences d’échappement prédéfinies permettent de passer d’un niveau à l’autre.

## ISO 5426
L’ISO 5426 est conçu pour être utilisé avec la version internationale de référence de l’ISO/CEI 646, et est aussi défini comme le jeu de caractères G1 du codage UNIMARC.
L’ISO 5426 partage plusieurs caractères avec le codage ANSEL.
| ISO 5426 | ISO 5426    | ISO 5426    | ISO 5426    | ISO 5426    | ISO 5426    | ISO 5426    | ISO 5426    | ISO 5426    | ISO 5426    | ISO 5426    | ISO 5426    | ISO 5426    | ISO 5426    | ISO 5426    | ISO 5426    | ISO 5426    |
|          | x0          | x1          | x2          | x3          | x4          | x5          | x6          | x7          | x8          | x9          | xA          | xB          | xC          | xD          | xE          | xF          |
| -------- | ----------- | ----------- | ----------- | ----------- | ----------- | ----------- | ----------- | ----------- | ----------- | ----------- | ----------- | ----------- | ----------- | ----------- | ----------- | ----------- |
| 0x       | non utilisé | non utilisé | non utilisé | non utilisé | non utilisé | non utilisé | non utilisé | non utilisé | non utilisé | non utilisé | non utilisé | non utilisé | non utilisé | non utilisé | non utilisé | non utilisé |
| 1x       | non utilisé | non utilisé | non utilisé | non utilisé | non utilisé | non utilisé | non utilisé | non utilisé | non utilisé | non utilisé | non utilisé | non utilisé | non utilisé | non utilisé | non utilisé | non utilisé |
| 2x       |             | ¡           | „           | £           | $           | ¥           | †           | §           | ′           | ‘           | “           | «           | ♭           | ©           | ℗           | ®           |
| 3x       | ʻ           | ʼ           | ‘           |             |             |             | ‡           | ·           | ″           | ’           | ”           | »           | ♯           | ʹ           | ʺ           | ¿           |
| 4x       | ◌̉           | ◌̀           | ◌́           | ◌̂           | ◌̃           | ◌̄           | ◌̆           | ◌̇           | ◌̈           | ◌̈           | ◌̊           | ◌̕           | ◌̒           | ◌̋           | ◌̛           | ◌̌           |
| 5x       | ◌̧           | ◌̜           | ◌̦           | ◌̨           | ◌̥           | ◌̮           | ◌̣           | ◌̤           | ◌̲           | ◌̳           | ◌̩           | ◌̭           |             | ◌︠           | ◌︡           | ◌︣           |
| 6x       |             | Æ           | Đ           |             |             |             | Ĳ           |             | Ł           | Ø           | Œ           |             | Þ           |             |             |             |
| 7x       | æ           | đ           | ð           |             | ı           | ĳ           | ł           | ø           | œ           | ß           | þ           |             |             |             |             |             |

Notes
Le caractère 0x30 peut correspondre aux caractères Unicode ‹ ʽ › U+02BD ou ‹ ʿ › U+02BF selon le nom du caractère, mais le caractère ‹ ʻ › U+02BB correspond mieux à l’usage.
Le caractère 0x31 peut correspondre aux caractères Unicode ‹ ʾ › U+02BE selon le nom du caractère, mais le caractère ‹ ʼ › U+02BC correspond mieux à l’usage.

## ISO 5426-2
L’ISO 5426-2 est le jeu de caractère G2 sur 8 bits de l’ISO 5426, accessible avec la séquence d’échappement ESC 0x2A 0x21 F.
| ISO 5426-2 | ISO 5426-2  | ISO 5426-2  | ISO 5426-2  | ISO 5426-2  | ISO 5426-2  | ISO 5426-2  | ISO 5426-2  | ISO 5426-2  | ISO 5426-2  | ISO 5426-2  | ISO 5426-2  | ISO 5426-2  | ISO 5426-2  | ISO 5426-2  | ISO 5426-2  | ISO 5426-2  |
|            | x0          | x1          | x2          | x3          | x4          | x5          | x6          | x7          | x8          | x9          | xA          | xB          | xC          | xD          | xE          | xF          |
| ---------- | ----------- | ----------- | ----------- | ----------- | ----------- | ----------- | ----------- | ----------- | ----------- | ----------- | ----------- | ----------- | ----------- | ----------- | ----------- | ----------- |
| 0x         | non utilisé | non utilisé | non utilisé | non utilisé | non utilisé | non utilisé | non utilisé | non utilisé | non utilisé | non utilisé | non utilisé | non utilisé | non utilisé | non utilisé | non utilisé | non utilisé |
| 1x         | non utilisé | non utilisé | non utilisé | non utilisé | non utilisé | non utilisé | non utilisé | non utilisé | non utilisé | non utilisé | non utilisé | non utilisé | non utilisé | non utilisé | non utilisé | non utilisé |
| 2x         |             | /           | *           | ¶           | ☞           | ⁌           | ☙           | ∂           |             | ⁊           | ꝯ           | ꝝ           |             |             | Ꝭ           | ꝰ           |
| 3x         |             | ʹ           | ※           | ⁋           | ✠           | ⁍           | ❧           | ℺           |             | ⁊̴           |             | Ↄ           | ꝫ           | ꝭ           | ꝛ           |             |
| 4x         | ◌̓           | ◌ͬ           |             | ◌᪰           | ◌᷈           | ◌ͣ           | ◌ͤ           | ◌ͦ           | ◌ᷦ           | ◌̴           | ◌̵           | ◌̸           | ◌̷           |             |             |             |
| 5x         |             |             |             |             |             |             |             |             |             |             |             |             |             |             |             |             |
| 6x         | Ʒ           | Ǥ           | Ħ           | Kʼ          | Ŋ           | Ꝕ           | Ꝓ           | Ꝑ           | Ꝗ           | Ʀ           | Ŧ           | Ƿ           | Ȝ           | ꝙ           | ſ           |             |
| 7x         | ʒ           | ǥ           | ħ           | ĸ           | ŋ           | ꝕ           | ꝓ           | ꝑ           | ꝗ           | ʀ           | ŧ           | ƿ           | ȝ           | qꝫ          |             |             |